# Shen Dali
Shen Dali (Yan'an, 4 settembre 1938) è uno scrittore e politico cinese.
Presidente dell'Associazione degli scrittori della Cina, ha pubblicato poesie e romanzi e una pièce di teatro, Il calice dei Titani. Nel 1990 è stato nominato Chevalier de l'ordre des Arts et Lettres (Cavaliere delle Arti e delle Lettere) dal Ministro della cultura francese.
È direttore delle tesi di dottorato all'Università di lingue straniere di Pechino.

## Opere
- I bambini di Yan'an, Spirali, 1986 - ISBN 8877701846
- Henri Matisse, Alfonso Frasnedi, Spirali, 2001 - ISBN 8877705825
- Marc Chagall, Antonio Vangelli, Spirali, 2001 - ISBN 8877705817
- Pierre Auguste Renoir, Grigorij Zejtlin, Spirali, 2005 - ISBN 8877707038
- Gli amanti del lago. Sotto il sole di Mao, Spirali, 2005 - ISBN 8877707275
- Andrej Rublëv, Ferdinando Ambrosino, Spirali, 2006 - ISBN 8877707445
- Michelangelo Buonarroti, Günter Roth, Spirali, 2006 - ISBN 8877707658
- Silvestro Lega, Antonio Vacca, Spirali, 2008 - ISBN 8877708344